# Ghoveyleh-ye Sādāt
Ghoveyleh-ye Sādāt (persiska: Ghoveyleh-ye Nāqed, غویله سادات) är en ort i Iran.   Den ligger i provinsen Khuzestan, i den centrala delen av landet, 500 km söder om huvudstaden Teheran. Ghoveyleh-ye Sādāt ligger 112 meter över havet och antalet invånare är 134.
Terrängen runt Ghoveyleh-ye Sādāt är platt, och sluttar västerut. Runt Ghoveyleh-ye Sādāt är det ganska tätbefolkat, med 58 invånare per kvadratkilometer. Närmaste större samhälle är Rāmhormoz, 8,5 km öster om Ghoveyleh-ye Sādāt. Omgivningarna runt Ghoveyleh-ye Sādāt är i huvudsak ett öppet busklandskap.